# Walter Lee Williams
Pour les articles homonymes, voir Williams.
Walter Lee Williams, né le 3 novembre 1948, est un ancien professeur d'anthropologie, d'histoire et d'études de genre à l'université de Californie du Sud. C'est l'un des pionniers dans le domaine des études queer, avec une longue expérience dans l'activisme des droits de l'homme. 
En 2013, après sa retraite, il a été arrêté et emprisonné pendant cinq ans pour « conduite illicite à l'étranger », en association avec des actes sexuels sur deux garçons mineurs aux Philippines et la possession d'accessoires érotiques liés à la pédopornographie.
Williams a été appréhendé dans un parc public à Playa del Carmen, au Mexique, en 2013 et extradé vers Los Angeles (États-Unis) pour son procès.

## Biographie

### Formation
Adolescent à Atlanta dans les années 1960, Williams admire Martin Luther King Jr. et devient militant des droits de l'Homme. Il devient activiste des droits des gays en 1978, protestant contre la campagne d'Anita Bryant, Save Our Children.
Williams obtient un diplôme d'histoire et d'anthropologie de l'université d'État de Géorgie en 1970. Il poursuit ses études à l'université de Caroline du Nord à Chapel Hill, dont il obtient un Master's en histoire en 1972, et un Ph.D. en histoire et en anthropologie en 1974. Sa thèse de troisième cycle s'intitule Black American Attitudes Toward Africa: The Missionary Movement, 1877—1900, et constitue la base de son premier livre.

### Carrière
En 1979, alors que Williams est assisant à l'université de Cincinnati, il fonde avec Gregory Sprague le Committee on Lesbian and Gay History, affilié à l'American Historical Association.
Dans son quatrième livre, The Spirit and the Flesh: Sexual Diversity in American Indian Culture, paru en 1986, Williams annonce publiquement qu'il est gay. Ce livre est la première étude du phénomène du berdache, terme désignant chez les Amérindiens des personnes se sentant comme androgynes ou de genre variant. Ce livre remporte en 1987 le prix Stonewall  de la part de l'American Library Association, en 1986 le prix Ruth Benedict de la part de la Society of Lesbian and Gay Anthropologists et le prix du Outstanding Scholarship de la part de l'American Foundation for Gender and Genital Medicine and Science présenté en 1987 au Congrès mondial de sexologie.
De juillet 1987 à juillet 1988, Williams bénéficie de la bourse Fulbright, ce qui lui permet d'enseigner l'histoire américaine à l'université Gadjah Mada de Yogyakarta en Indonésie. Il recueille à Java toute une série d'entretiens autobiographiques, dont vingt-sept sont publiés dans Javanese Lives: Women and Men in Modern Indonesian Society en 1991.
Williams a fait paraître dix livres et a enseigné dans le domaine de l'histoire des Amérindiens, et s'est fait reconnaître par ses travaux concernant les gays et les lesbiennes.
Également ethnographe, Williams  a voyagé à travers l'Amérique du Nord, de l'Alaska au Yucatan, pour étudier les tribus d'Indiens d'Amériques. Un autre de ses domaines d'expertise concerne les cultures de l'Asie du Sud-Est et du sud de l'océan Pacifique, basé sur ses recherches de terrain effectuées en Indonésie, en Thaïlande, en Malaisie, au Cambodge, aux Philippines et en Polynésie.
En 1994-1995, Williams et Jim Kepner supervisent la fusion des International Gay and Lesbian Archives avec la bibliothèque ONE, Inc., pour former les ONE National Gay & Lesbian Archives à l'université de Californie du Sud, et constituer ainsi le dépôt d'archives et de matériaux le plus important au monde à propos des études LGBT,.
En 1986, Williams devient membre du Soka Gakkai International. Le 27 février 1996, il assure une série de conférences à propos du mariage homosexuel à l'université Soka. Il reçoit le 24 mars 2006 le prix Gandhi, King, Ikeda de la part du Morehouse College, pour son travail concernant les droits de l'Homme, les mouvements pacifiques et son soutien aux droits des LGBT,.  
Williams enseigne l'anthropologie, les gender studies et l'histoire à l'université de Californie du Sud jusqu'à sa retraite en 2011. Il s'installe alors au Mexique de 2011 à 2013, pour continuer ses recherches sur les Indiens Mayas.

### Affaire criminelle
Le 30 avril 2013, un mandat d'arrêt fédéral est lancé contre Williams par la Cour de district des États-Unis pour le district central de Californie pour exploitation sexuelle des enfants à des fins commerciales, tourisme dans l'intention de commettre des délits sexuels, et conduite sexuelle illicite à l'étranger. Williams est accusé d'avoir commis des actes sexuels sur deux garçons mineurs aux Philippines avec webcam. Pendant ce mandat d'arrêt, la récompense pour son arrestation est fixée à 100 000 dollars.
Il est placé par le FBI le 17 juin 2013 sur la liste des FBI Ten Most Wanted Fugitives. Williams est la 500e addition[pas clair] de cette liste,. Il est arrêté dans un jardin public de Playa del Carmen au Mexique, le lendemain de son inscription à la liste du FBI des dix personnes en fuite les plus recherchées et il est extradé en vue de son procès à Los Angeles.
Le FBI fouille selon la procédure de « reasonable suspicion » l'ordinateur personnel de Williams et y trouve des photographies de garçons mineurs dénudés. En 2014, Williams plaide coupable à son procès pour relations sexuelles illicites avec des garçons de 14 à 16 ans aux Philippines et est condamné à cinq ans de prison. Il est relâché de la prison d'Englewood en 2017.

## Publications

### Livres

#### Auteur
- Williams W. L. Black Americans and the Evangelization of Africa, 1877—1900. — University of Wisconsin Press, 1982. — 288 p. —  (ISBN 978-0299089207). Based on Ph.D thesis.
- Williams W. L. Indian Leadership. — Sunflower University Press, 1984. — 92 p. —  (ISBN 978-0897450522).
- Williams W. L. The Spirit and the Flesh: Sexual Diversity in American Indian Culture. — Beacon Press, 1986,  (ISBN 0807046027).
  - Second edition 1992,  (ISBN 978-0807046159).
- Williams W. L., Siverson Claire Javanese Lives: Women and Men in Modern Indonesian Society. — Rutgers University Press, 1991. — 264 p. —  (ISBN 978-0813516493).
  - En indonésien: Kehidupan orang Jawa : wanita dan pria dalam masyarakat Indonesia modern. - Jakarta : Pustaka Binaman Pressindo, 1995. - 261 p. -  (ISBN 979442028X).
- Cameron D. G., Williams W. L. Homophile Studies in Theory and Practice / Ed. W. Dorr Legg. — Global Publishers, 1994. — 464 p. —  (ISBN 978-1879194168).
- Williams W. L., Johnson T. Two Spirits: A Story of Life With the Navajo. — Lethe Press, 2005. — 332 p. —  (ISBN 978-1590210604).
- Williams W. L. Spirit of the Pacific. — Lethe Press, 2013. — 326 p. —  (ISBN 978-1590213889).

#### Rédacteur éditeur
- Overcoming Heterosexism and Homophobia / Eds. James T. Sears, Walter L. Williams. — Columbia University Press, 1997. — 456 p. —  (ISBN 978-0231104234).
- Gay and Lesbian Rights in the United States: A Documentary History / Eds. Walter L. Williams, Yolanda Retter. — Greenwood Press, 2003. —  (ISBN 978-0313306969).
- Southeastern Indians Since the Removal Era / Eds. Walter L. Williams. — University of Georgia Press, 2009. — 272 p. —  (ISBN 978-0820332031).

### Sélection d'articles
- Walter L. Williams "The United States Indian Policy and the Debate over Philippine Annexation: Implications for the Origins of American Imperialism" // The Journal of American History — 1980. — № 66.
- Walter L. Williams, « Women and Work in the Third World: Indonesian Women's Oral Histories », Journal of Women's History, vol. 2, no 1,‎ 1990, p. 183–195 (ISSN 1527-2036, DOI 10.1353/jowh.2010.0296, S2CID 145380698)